# Вижомля (река)
Вижомля (укр. Віжомля) — река в Яворовском районе Львовской области, Украина. Левый приток реки Шкло (бассейн Вислы).
Длина реки 25 км, площадь бассейна 93 км². Русло слабо извилистое, пойма местами (в нижнем течении) заболочена.
Вытекает из озера Вижомля, расположенного северо-восточнее села Вижомля. Течёт на северо-запад по территории Санско-Днестровской водораздельной равнины. В нижнем течении река канализирована и называется «канал Шан». Впадает в Шкло около посёлка городского типа Краковец.